# Gelanor heraldicus
Gelanor heraldicus là một loài nhện trong họ Mimetidae.
Loài này thuộc chi Gelanor. Gelanor heraldicus được miêu tả năm 1925 bởi Petrunkevitch.